# 弗雷奈勒桑松
弗雷奈勒桑松（法語：Fresnay-le-Samson，法語發音：[fʁɛnɛ lə sɑ̃sɔ̃] ⓘ）是法国奥恩省的一个市镇，属于阿让唐区。

## 地理
弗雷奈勒桑松（48°53'0"N, 0°12'34"E）面积6.76 平方千米，位于法国诺曼底大区奧恩省，该省份为法国西北部内陆省份，北起顺时针与卡爾瓦多斯省、厄尔省、厄尔-卢瓦省、萨尔特省、马耶讷省和芒什省接壤。
与弗雷奈勒桑松接壤的市镇（或旧市镇、城区）包括：盖尔克萨勒、欧布里勒庞图、卡芒贝尔、尚波苏、鲁瓦维尔、欧日地区古费恩。

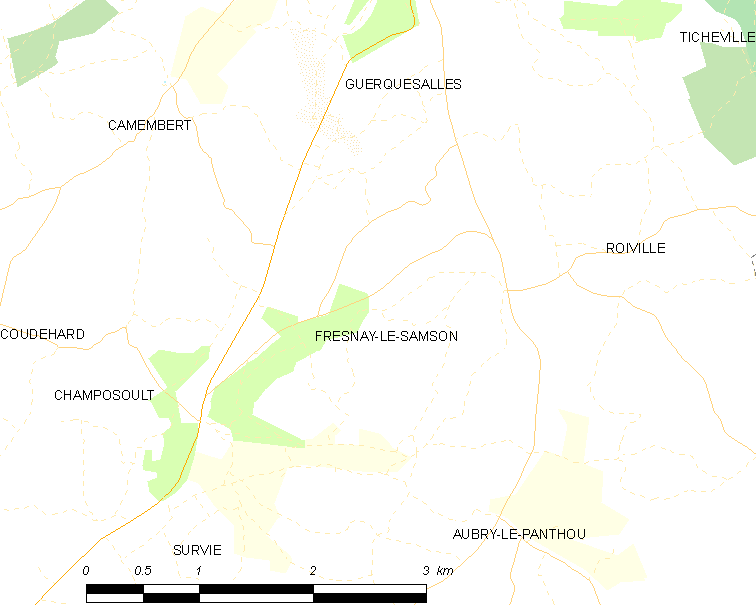
弗雷奈勒桑松的OSM定位图

弗雷奈勒桑松的时区为UTC+01:00、UTC+02:00（夏令时）。

## 行政
弗雷奈勒桑松的邮政编码为61120，INSEE市镇编码为61180。

## 政治
弗雷奈勒桑松所属的省级选区为维穆捷县。

## 人口

1962-2008年间弗雷奈勒桑松人口变化图示

弗雷奈勒桑松于2022年1月1日时的人口数量为108人。